# Mr. Bungle
A Mr. Bungle amerikai metalegyüttes. Zenéjükben heavy metal, ska, jazz és disco-s elemek is keverednek. A zenekar tagjai: Mike Patton, Trey Spruance, Trevor Dunn, Danny Heifetz és Clinton McKinnon. Egy-két tag később csatlakozott a Fantômas nevű supergroup-hoz. Jellemző rájuk a kísérletezés, és a műfajok egyesítése. A Mr. Bungle egyike Mike Patton számtalan mellék-projektjének.

## Történet
A Mr. Bungle 1985-ben alakult meg a kaliforniai Eurekában. Fennállásuk alatt 3 nagylemezt jelentettek meg. A zenekar 2000-ben szünetet tartott, végül 2004-ben feloszlott. Utolsó koncertjüket 2000. szeptember 9-én tartották Nottinghamben. Az együttes híres lett a Red Hot Chili Peppers-szel (RHCP) (és főleg az énekesével, Anthony Kiedisszel) való rivalizásáról is, mely azzal kezdődött, hogy Kiedis megvádolta Patton-t azzal, hogy a Faith No More a RHCP stílusát lopja. Továbbá a Mr. Bungle California (1999) című lemeze majdnem egy napon jelent meg a RHCP Californication (1999) című albumával, de a Mr. Bungle lemeze végül később került piacra. A zenekar többször is parodizálta a Red Hot Chili Peppers zenéjét és tagjainak viselkedését koncertjeiken, amely szintén nem tetszett az együttes zenészeinek. A zenekar tagjai 2020 februárjában koncertezésbe kezdtek Amerikában. Első show-jukon a Raging Wrath of the Easter Bunny című demójukat játszották el teljes egészében. 2020-ban újra rögzítették ezt a demót Dave Lombardo és Scott Ian közreműködésével.

## Diszkográfia

### Lemezek
- Mr. Bungle (1991)
- Disco Volante (1995)
- California (1999)
- The Raging Wrath of the Easter Bunny Demo (2020)

### Koncertfelvételek
- The Night They Came Home (2021)

### Demók
| Év   | Demó                                 | Kiadó         |
| ---- | ------------------------------------ | ------------- |
| 1986 | The Raging Wrath of the Easter Bunny | Ladd-Frith    |
| 1987 | Bowel Of Chiley                      | Self Released |
| 1988 | Goddammit I Love America!!!$ɫ!!      | Self Released |
| 1989 | OU818                                |               |

### Kislemezek
| Év   | Single                | Album                                     |
| ---- | --------------------- | ----------------------------------------- |
| 1991 | Quote Unquote         | Mr. Bungle                                |
| 1992 | Mi Stoke Il Cigaretto | –                                         |
| 1995 | Platypus              | Disco Volante                             |
| 2020 | USA                   | –                                         |
| 2020 | Raping Your Mind      | The Raging Wrath of the Easter Bunny Demo |
| 2020 | Eracist               | The Raging Wrath of the Easter Bunny Demo |
| 2020 | Sudden Death          | The Raging Wrath of the Easter Bunny Demo |